# Puncknowle
Puncknowle är en ort och civil parish i Storbritannien.   Den ligger i kommunen Dorset och riksdelen England, i den södra delen av landet, 200 km sydväst om huvudstaden London. Puncknowle ligger 87 meter över havet och antalet invånare är 466.
Terrängen runt Puncknowle är huvudsakligen platt, men åt sydost är den kuperad. Havet är nära Puncknowle åt sydväst.  Närmaste större samhälle är Weymouth, 16,6 km sydost om Puncknowle.